# Leonid Rogosow
Leonid Iwanowitsch Rogosow (russisch Леони́д Ива́нович Ро́гозов, wiss. Transliteration Leonid Ivanovič Rogozov; * 14. März 1934 in der Station Daurija, Rajon Borsja, Oblast Tschita, Russische SFSR, Sowjetunion; † 21. September 2000 in Sankt Petersburg) war ein sowjetischer Chirurg, der weltbekannt wurde, weil er 1961 als zweiter Mensch, nach Evan O’Neill Kane, an sich selbst eine Blinddarmoperation in Lokalanästhesie durchgeführt hat.

## Frühe Jahre
Rogosow wurde 1934 in der Ortschaft (Station) Daurija, Oblast Tschita (heute Region Transbaikalien), geboren, einer abgelegenen Ortschaft nur 17 km vom östlichen Dreiländereck Sowjetunion, China und Mongolei entfernt, wo auch die chinesische Stadt Manjur liegt.
Sein Vater Iwan Prochorowitsch Rogosow (1905–1943) war Kraftfahrer, Mutter Jewdokija Jemeljanowna (* 1908) war Melkerin. Rogosow war das dritte von vier Kindern. Seine Familie wurde bald nach seiner Geburt aus politischen Motiven nach Alma-Ata umgesiedelt und zog 1936 nach Minussinsk, Region Krasnojarsk, wo Rogosow in die Sekundarschule ging. Sein Vater kam im Zweiten Weltkrieg 1943 an der Front um. Nach der siebten Klasse besuchte Rogosow die Forstschule. Danach kehrte er jedoch an die allgemeinbildende Schule zurück und schloss sie ab. Nach seinem Armeedienst begann er ein Medizinstudium an der Therapeutischen Fakultät des Leningrader Pädiatrischen Instituts (heute Sankt Petersburger Staatliche Pädiatrische Medizinische Universität).

## Arbeit in der Antarktis
Rogosow schloss 1959 sein Studium ab und begann danach gleich mit seiner Facharztausbildung zum Chirurgen. Obwohl er kurz vor der Fertigstellung seiner Dissertation war, unterbrach er seine chirurgische Facharztausbildung nach circa einem Jahr, da er als Arzt an der 6. Sowjetischen Antarktisexpedition teilnahm. Gemeinsam mit den zwölf anderen Expeditionsteilnehmern fuhr er am 5. November 1960 mit dem Schiff „Ob“ in die Antarktis ab, wo sie nach 36 Tagen Seefahrt im Dezember 1960 ankamen. Nach neun Wochen Vorbereitungsarbeit wurde am 18. Februar 1961 in der Schirmacher-Oase die neue sowjetische Nowolasarewskaja-Antarktisstation eröffnet. Außer seiner Hauptaufgabe als Expeditionsarzt wurde er auch als Meteorologe und als Kraftfahrer eingesetzt. Während der ersten Überwinterung in der Antarktisstation geschah das Ereignis, das den 27-jährigen Chirurgen weltbekannt machte.

## Erkrankung
Am Morgen des 29. April 1961 entdeckte Rogosow bei sich alarmierende Symptome: Schwäche, Übelkeit, erhöhte Körpertemperatur und Schmerzen im rechten Unterbauch. Am 30. April erhöhte sich die Temperatur weiter und er bekam die Symptome einer lokalisierten Bauchfellentzündung, die auf eine Blinddarmentzündung hindeuteten. Seine Diagnose: akute Appendizitis. Eine konservative Behandlung (Ruhe, örtliche Kühlung und Antibiotika) hatte keinen Erfolg. Bis zum Abend des 30. April verschlechterte sich sein Zustand beträchtlich. Da er der einzige Arzt der insgesamt 13-köpfigen Expedition war, konnte er vor Ort keine Hilfe in seinem lebensbedrohenden Zustand erwarten.
Hilfe von umliegenden Antarktisstationen war auch nicht möglich. Es herrschte ausgesprochen schlechtes Wetter und in der Nähe gab es auch in Forschungsstationen anderer Länder keine Flugzeuge. Die nächste sowjetische Antarktisstation, die über ein Flugzeug verfügte, war die Mirny-Station, sie lag über 1600 km entfernt.
Um sein Leben zu retten, blieb Rogosow keine andere Wahl, als umgehend die Operation vor Ort an sich selber durchzuführen.

## Operation
Als Operationssaal stand eine bis auf ein Bett und zwei Nachtschränke leer geräumte Wohnunterkunft zur Verfügung. Unterstützt wurde er durch den Meteorologen Aleksander Artemjew, der ihm die benötigten Instrumente reichte sowie durch den Maschinenbau-Ingenieur Sinowi Teplinski. Der hatte die Aufgabe, Rogosow mit einem kleinen runden Spiegel den Blick auf die Operationswunde zu gestatten und mit einer Tischlampe für notdürftige Beleuchtung zu sorgen. Der Leiter der Polarstation Wladislaw Gerbowitsch stand für den Fall bereit, dass einer der beiden anderen Helfer während der Operation ohnmächtig werden und ausfallen könnte. Schließlich waren die Helfer vorher nie bei einem blutigen medizinischen Eingriff dabei gewesen. Rogosow berichtete später, dass seine beiden mit weißen Kitteln bekleideten Helfer zu Beginn der Operation kreidebleich waren.
Rogosow begann die Operation am 1. Mai um 2 Uhr nachts Ortszeit (22 Uhr Moskauer Zeit). Er lag mit erhöhtem Oberkörper halb auf der linken Seite. Nach einer Lokalanästhesie mit Novocain 0,5 % machte er mit einem Skalpell einen 12 cm langen Schnitt im rechten Unterbauch. Kurzzeitig bekam ein weiteres Mitglied der Expedition die Erlaubnis, das Zimmer zum Fotografieren zu betreten.
Zeitweise blickte Rogosow für die Operation in den Spiegel, teilweise arbeitete er nur nach Gefühl, indem er mit seinen nackten Händen in der OP-Wunde tastete. Er entfernte den entzündeten Blinddarmfortsatz und applizierte Antibiotika in die Bauchhöhle. Der entzündete Wurmfortsatz stand kurz vor der Perforation (nach anderen Angaben wies er an der Basis bereits eine etwa 2 mal 2 cm große Perforation auf).
30 bis 40 Minuten nach OP-Beginn entwickelte sich bei Rogosow eine starke allgemeine Schwäche mit Schwindelgefühl. Deshalb musste er während der Operation eine kurze Erholungspause einlegen. Nach insgesamt 1 Stunde und 45 Minuten war die Operation beendet.
Fünf Tage später hatte sich seine Körpertemperatur normalisiert, nach weiteren zwei Tagen wurden die Wundnähte entfernt. Zwei Wochen nach der Operation konnte er seinen Aufgaben im Expeditionsteam wieder nachgehen.

## Weiterer Lebensweg
Rogosow kehrte im Oktober 1962 zusammen mit dem übrigen Team von der Antarktisexpedition nach Leningrad zurück. Nach einem Jahr schloss er im Oktober 1963 seine Ausbildung zum Chirurgen ab. Im März 1963 trat er der Kommunistischen Partei der Sowjetunion bei und begann im gleichen Jahr eine Aspirantur am Pädiatrischen Institut in Leningrad. Nach drei Jahren verteidigte er 1966 erfolgreich seine Dissertation als Kandidat der Wissenschaften (entspricht einem Doktorgrad) mit dem Titel: „Über die Resektion des unteren Drittels der Speiseröhre bei Speiseröhrenkrebs“.
In seinem weiteren Berufsleben arbeitete Rogosow zunächst von 1966 bis 1967 als Chirurg, danach bis 1979 als Assistenzprofessor für klinische Chirurgie an der Ersten Medizinischen Hochschule „Akademiemitglied I.P. Pawlow“ Leningrad. Anschließend war er wieder von 1979 bis 1986 als Chirurg an verschiedenen Krankenhäusern Leningrads tätig. In der Zeit von 1986 bis 2000 war er Abteilungsleiter für Chirurgie der lymph-abdominalen Tuberkulose des Leningrader (Sankt Petersburger) Forschungsinstituts für Phthisiopneumologie. 1971 war er dienstlich in Bulgarien. Er sprach fließend bulgarisch und konnte sich auf Deutsch, Englisch und Tschechisch verständigen.
Rogosow starb im Alter von 66 Jahren in Sankt Petersburg an postoperativen Folgen nach einer Operation wegen eines Bronchialkarzinoms.
Im Arktis- und Antarktismuseum in Sankt Petersburg sind die chirurgischen Instrumente ausgestellt, mit denen Rogosow die Operation an sich durchgeführt hat.